# Филиппов, Геннадий Фёдорович
Геннадий Фёдорович Филиппов (1927 — 1997) — советский передовик производства в оборонной промышленности. Герой Социалистического Труда (1971).

## Биография
Родился 31 июля 1927 года в деревне Городище Шаховского района Московской области в многодетной крестьянской семье.
Окончил восемь классов сельской школы. С 1941 по 1942 годы в течение четырёх месяцев находился на оккупированной гитлеровцами территории. В 1942 году остался сиротой и начал работать на лесозаготовках с нормой выработки — 5 кубометров в день.
С  1943 года после окончания Красногорской Школы фабрично-заводского ученичества при Красногорском механическом заводе начал работать на этом заводе фрезеровщиком 4 разряда.
В 1961 году Г. Ф. Филиппов переквалифицировался на токаря-расточника, за отличие в труде добился звания «Ударник Коммунистического труда» и «Мастер золотые руки», его имя было занесено в Книгу почёта завода. Г. Ф. Филиппов был удостоен право своего личного клейма. В 1963 году окончил восьмилетнюю вечернюю школу. В 1965 году сдал на квалификацию токаря-расточника 6 разряда.
Г. Ф. Филиппов за время работы на заводе участвовал в создании элементов обзорно-прицельных авиационных систем, систем управления огнём бронетанковой техники, средств контроля космического пространства, систем дистанционного зондирования Земли из космоса и с воздушных носителей, лазерных дальномеров-целеуказателей, всесуточных систем наблюдения, прицелов для стрелкового оружия, внёс вклад в создание сборочного оборудования бытовой оптической техники.
26 апреля 1971 года «за выдающиеся достижения в выполнении заданий пятилетнего плана и организацию производства новой техники» Указом Президиума Верховного Совета СССР Геннадий Фёдорович Филиппов был удостоен звания Героя Социалистического Труда с вручением Ордена Ленина и золотой медали «Серп и Молот».
С 1987 года на пенсии. Жил в городе Красногорск. Умер 18 августа 1997 года. Похоронен в Красногорске на Пенягинском кладбище.

## Награды
- Медаль «Серп и Молот» (26.04.1971)
- Орден Ленина (26.04.1971)

### Звания
- Почётный гражданин Красногорского района (13.02.1997)